# جون بن حوي
جَون بن حَوِيّ، كان مملوكًا مسيحيًّا نوبيًّا اشتراه أبو ذر الغفاري، وبعد نفي الخليفة عثمان لأبي ذر، توجّه جون لعلي بن أبي طالب فأعتقه، وضمّه لأصحابه، وبعد استشهاد علي بن أبي طالب، رجع جَون إلى الحسن بن علي فلازمه، وبعد وفاة الحسن، لازم الحسين، وقد أخبره الحسين عن صعوبة ما هو مُقدم عليه، إلا أن جَوْن أصرّ على صحبته، وتمسّك بالبقاء معه حتى وقت الاقتتال حيث اُستشهد مع الحسين بن علي. قال الفتّونيّ:
«كان جون مُنضمّاً إلى أهل البيت عليهم السّلام بعد أبي ذرّ رضي الله عنه، فكان مع الحسن بن عليّ عليهما السّلام، ثمّ انضمّ إلى الحسين عليه السّلام وصَحِبَه في سفره إلى مكّة ثمّ إلى العراق».
هو كان من شهداء كربلاء. مولى أبي ذر الغفاري وكان عبداً أسود. منعه الحسين في يوم عاشوراء عن القتال، ولكنه قال للإمام: والله لا أفارقكم حتى يختلط هذا الدم الأسود مع دمائكم.
وهو من الشهداء الذين وقف عليهم الحسين، ودعا له بالخير.

## نسبه
اسمه جون بن حوي بن قتادة بن الأعور بن ساعدة بن عوف بن كعب بن حوي. وقد ذُكر في المصادر المختلفة بالأسماء التالية : جوين، جون بن حويّ، جون بن حريّ، جوين أبي مالك، وحويّ.

## الإذن للقتال
التحق جون مولى أبي ذرّ بالركب الحسينيّ، وسمع من الحسين عليه إذْنَين: الأوّل ـ عامّ للأصحاب بالانصراف: انطلِقُوا جميعاً في حِلّ، ليس عليكم منّي ذِمام، هذا الليل قد غَشِيَكم فآتَّخِذوه جَمَلاً، فأبَوا جميعاً.. مُقْبِلين على الشهادة.
والإذْن الثانيّ ـ خاصّ لبعض الأصحاب بالانصراف.. كان منهم جَون، حيث قال له الحسين عليه : أنت في إذْنٍ منّي، فإنّما تَبِعْتَنا طلباً للعافية، فلا تَبْتَلِ بطريقنا. فماذا أجاب جون إمامه ؟ قال له:
يا ابن رسول الله، أنا في الرخاء ألحَسُ قِصاعَكم وفي الشدّة أخذُلُكم؟! واللهِ إنّ ريحي لَنتِن، وإنّ حَسَبي لَلئيم، ولوني لأسوَد، فتَنَفّسْ علَيّ بالجنّة فتطيبَ ريحي، ويَشرُفَ حَسَبي، ويَبيضَّ وجهي، لا واللهِ لا أُفارقُكم حتّى يختلطَ هذا الدمُ الأسود مع دمائكم.

## قضية قتله
أخذ أصحاب الحسين يبروزون واحداً واحداً أو اثنين اثنين. وخلال هذا برز جون يستأذن الحسين، فأذِن له، فحمَلَ جون وهو يرتجز ويقول:
فقَتَل جونٌ خمسةً وعشرين رجلاً من الأعداء. حتّى تعطّفوا عليه فقتلوه. فجاءه الحسين ووقف عليه قائلاً: «اللهمّ بَيِّضْ وجهَه، وطَيِّبْ ريحَه، واحشُرْه مع محمّدٍ صلّى الله عليه وآله، وعَرِّفْ بينه وبين آل محمّد عليهم السّلام».

## قبره وزيارته
دفن مع بقية الأنصار عند رجل الحسين، وقد ذكره المهدي في زيارة الناحية المقدسة:
«اَلسَّلَامُ عَلَى جَوْنٍ مَوْلَى أَبِي‌ ذَرٍّ الْغِفَارِيِّ».